# 辛德勒工廠

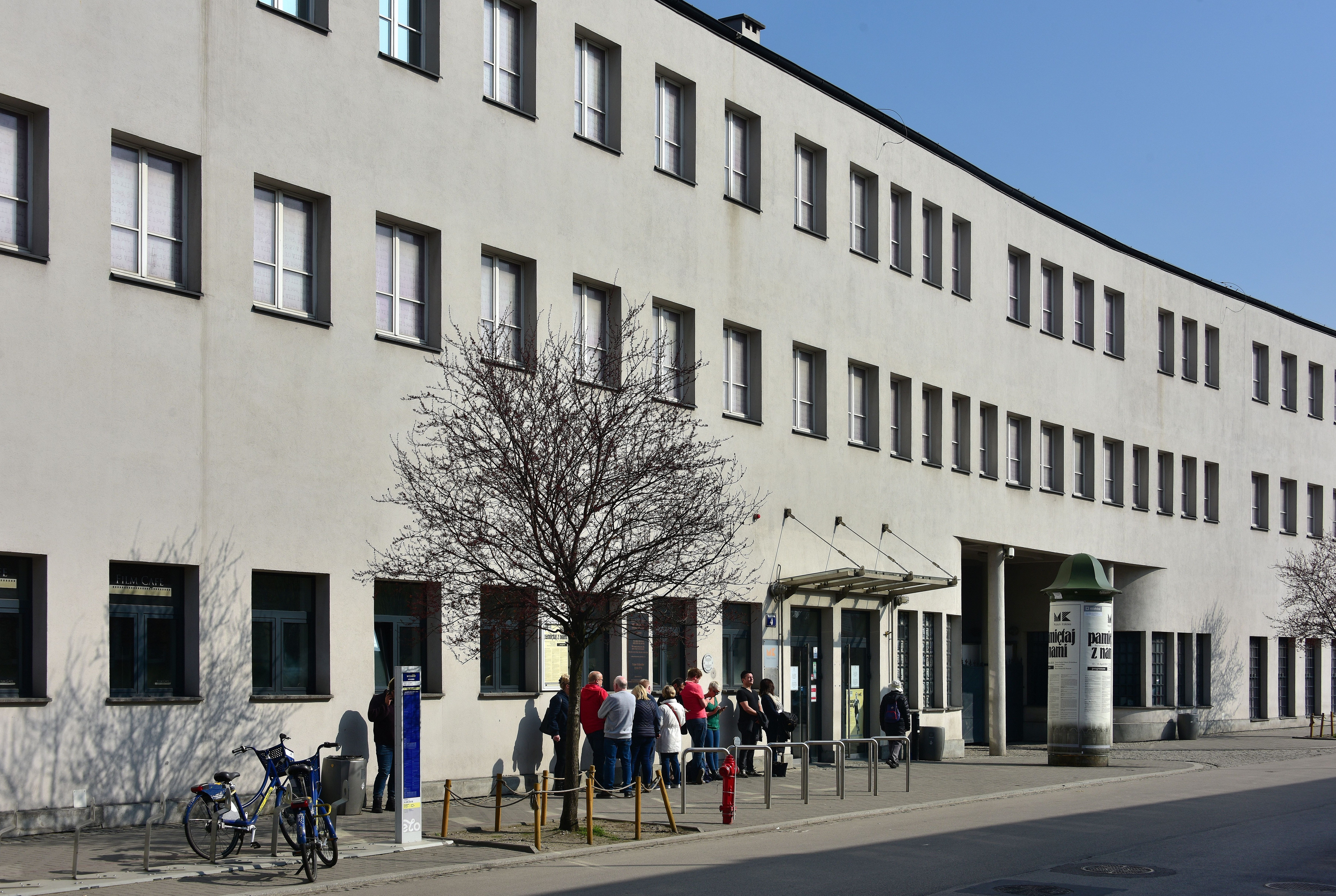

辛德勒工廠（波蘭語：Fabryka Emalia Oskara Schindlera）是位於波蘭城市克拉科夫的一座建築，曾是一個金屬器械工廠。現在辛德勒工廠內有兩座博物館，分別是克拉科夫歷史博物館和克拉科夫現代藝術博物館。

## 外部連結
- Schindler's factory - The Historical Museum of Kraków （页面存档备份，存于）
- - Schinder's List （页面存档备份，存于）